# Jezioro Racze (powiat wałecki)
Jezioro Racze – jezioro w woj. zachodniopomorskim, w powiecie wałeckim, w Człopie, leżące na terenie Pojezierza Wałeckiego.

## Dane morfometryczne
Powierzchnia zwierciadła wody według różnych źródeł wynosi od 16,9 ha przez 22,5 ha przez 23,86 ha 23,96 ha.
Zwierciadło wody położone jest na wysokości od 65,8 m n.p.m. przez 66,4 m n.p.m. do 66,7 m n.p.m. Średnia głębokość jeziora wynosi 11,1 m, natomiast głębokość maksymalna 19,1 m.
Na podstawie badań przeprowadzonych w 1991 roku wody jeziora zaliczono do II klasy czystości.

## Hydronimia
Według urzędowego spisu opracowanego przez Komisję Nazw Miejscowości i Obiektów Fizjograficznych (KNMiOF) nazwa tego jeziora to Jezioro Racze. W różnych publikacjach i na mapach topograficznych jezioro to występuje pod nazwą Trzebin lub Trzebińskie.